# Johann Schnitzler

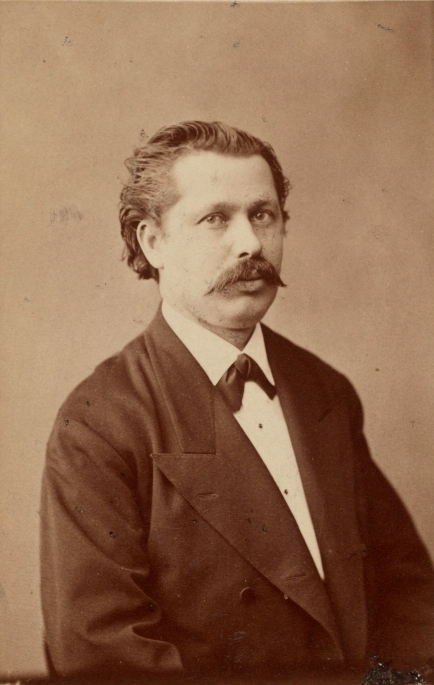
Johann Schnitzler, omkring 1875.

Johann Schnitzler, född 10 april 1835 i Groß-Kanizsa, död 2 maj 1893 i Wien, var en österrikisk läkare. Han var far till Arthur Schnitzler.
Schnitzler blev 1860 medicine doktor, 1866 docent och 1878 professor vid Wiens universitet. Bland hans många skrifter märks Die pneumatische Behandlung der Lungen- und Herzkrankheiten (1875) och Über Laryngoskopie und Rhinoskopie (1878). Tillsammans med sin svärfar Philipp Markbreiter uppsatte han 1860 "Wiener medicinische Presse", vilken tidskrift han redigerade till 1886.